# Айбазовы
Айбазовы (карач.-балк. Айбазлары) — карачаевский узденский род. Имеет армянское происхождение, что подтверждается генетическими исследованиями, которые выявили у Айбазовых гаплогруппу E1b1b1, имеющую наибольшую близость с гаплотипами армян. В документе «Список лиц, свободных сословий» фамилию Айбазов Н. Г. Петрусевич комментирует так:
Айбаз, армянин и пришёл в Карачай для торговли и потом привёз себе жену из Кабарды (из Букаевых) и от него пошли Айбазовы, считающие теперь шестое поколение.
Считается, что Айбаз (другое его имя — Гергибий) был женат на карачаевке из чанкийского (но в его время, видимо, еще княжеского) рода Коджаковых, один из сыновей которых переселился в Карачай и основал известный здесь сыйлыузденский тухум Айбазовых. Следует предположить, что и сам Айбаз был княжеского рода, поскольку иначе такой брак вряд ли был бы возможен. Известно, что его сын, Дадиан Айбазович Аматов, был сванским грузинским дворянином армянского происхождения и женился на Согак Солтан-хаджиевне Каракетовой, дочери Солтан-хаджи Булхаевича.